# Tour de Colombie 1991
Le Tour de Colombie 1991, qui se déroule du 9 au 21 avril 1991, est une épreuve cycliste remportée par le Colombien Álvaro Sierra. Cette course, dont le départ est donné en Équateur, est composée d'un prologue et de douze étapes. Initialement déclaré vainqueur en 43 h 59 min 42 s, Pablo Wilches est déclassé pour usage de produits interdits.

## Classement général
| Classement final | Classement final      | Classement final | Classement final | Classement final   |
|                  | Coureur               | Pays             | Équipe           | Temps              |
| ---------------- | --------------------- | ---------------- | ---------------- | ------------------ |
| 1er              | Álvaro Sierra         | Colombie         | Manzana Postobón | en 44 h 0 min 19 s |
| 2e               | Óscar de Jesús Vargas | Colombie         | Manzana Postobón | + 1 s              |
| 3e               | Martín Farfán         | Colombie         | Kelme            | + 13 s             |
| modifier         |                       |                  |                  |                    |